# Labégude
Labégude est une commune française située dans le département de l'Ardèche, en région Auvergne-Rhône-Alpes.

## Géographie
Labégude est une commune du centre de l'Ardèche, établie à 238 mètres d'altitude, tout en longueur sur la rive droite de la rivière Ardèche, entre Aubenas et Vals-les-Bains.

### Climat
Pour des articles plus généraux, voir Climat d'Auvergne-Rhône-Alpes et Climat de l'Ardèche.
En 2010, le climat de la commune est de type climat méditerranéen altéré, selon une étude du CNRS s'appuyant sur une série de données couvrant la période 1971-2000. En 2020, Météo-France publie une typologie des climats de la France métropolitaine dans laquelle la commune est exposée à un climat de montagne ou de marges de montagne et est dans une zone de transition entre les régions climatiques « Provence, Languedoc-Roussillon » et « Sud-est du Massif Central ».
Pour la période 1971-2000, la température annuelle moyenne est de 12,8 °C, avec une amplitude thermique annuelle de 17,3 °C. Le cumul annuel moyen de précipitations est de 1 190 mm, avec 7,5 jours de précipitations en janvier et 4,7 jours en juillet. Pour la période 1991-2020, la température moyenne annuelle observée sur la station météorologique de Météo-France la plus proche, sur la commune de Vals-les-Bains à 2 km à vol d'oiseau, est de 13,5 °C et le cumul annuel moyen de précipitations est de 1 250,4 mm,. Pour l'avenir, les paramètres climatiques de la commune estimés pour 2050 selon différents scénarios d'émission de gaz à effet de serre sont consultables sur un site dédié publié par Météo-France en novembre 2022.

### Hydrographie
Le territoire communal est longé par l'Ardèche, affluent droit du Rhône de 125,1 km de longueur, qui a donné son nom au département où est implanté la commune.

### Voies de communication
Le territoire communal est traversé par la route nationale 102 (RN 102) qui relie l'autoroute A75 à Lempdes-sur-Allagnon à la RN 7 et l'A7.

## Urbanisme

### Typologie
Au 1er janvier 2024, Labégude est catégorisée ceinture urbaine, selon la nouvelle grille communale de densité à 7 niveaux définie par l'Insee en 2022.
Elle appartient à l'unité urbaine d'Aubenas, une agglomération intra-départementale dont elle est une commune de la banlieue,. Par ailleurs la commune fait partie de l'aire d'attraction d'Aubenas, dont elle est une commune du pôle principal,. Cette aire, qui regroupe 68 communes, est catégorisée dans les aires de 50 000 à moins de 200 000 habitants,.

### Occupation des sols
L'occupation des sols de la commune, telle qu'elle ressort de la base de données européenne d’occupation biophysique des sols Corine Land Cover (CLC), est marquée par l'importance des forêts et milieux semi-naturels (66,1 % en 2018), une proportion sensiblement équivalente à celle de 1990 (66,3 %). La répartition détaillée en 2018 est la suivante : 
forêts (66,1 %), zones urbanisées (23,6 %), zones agricoles hétérogènes (10,3 %).
L'évolution de l’occupation des sols de la commune et de ses infrastructures peut être observée sur les différentes représentations cartographiques du territoire : la carte de Cassini (XVIIIe siècle), la carte d'état-major (1820-1866) et les cartes ou photos aériennes de l'IGN pour la période actuelle (1950 à aujourd'hui).

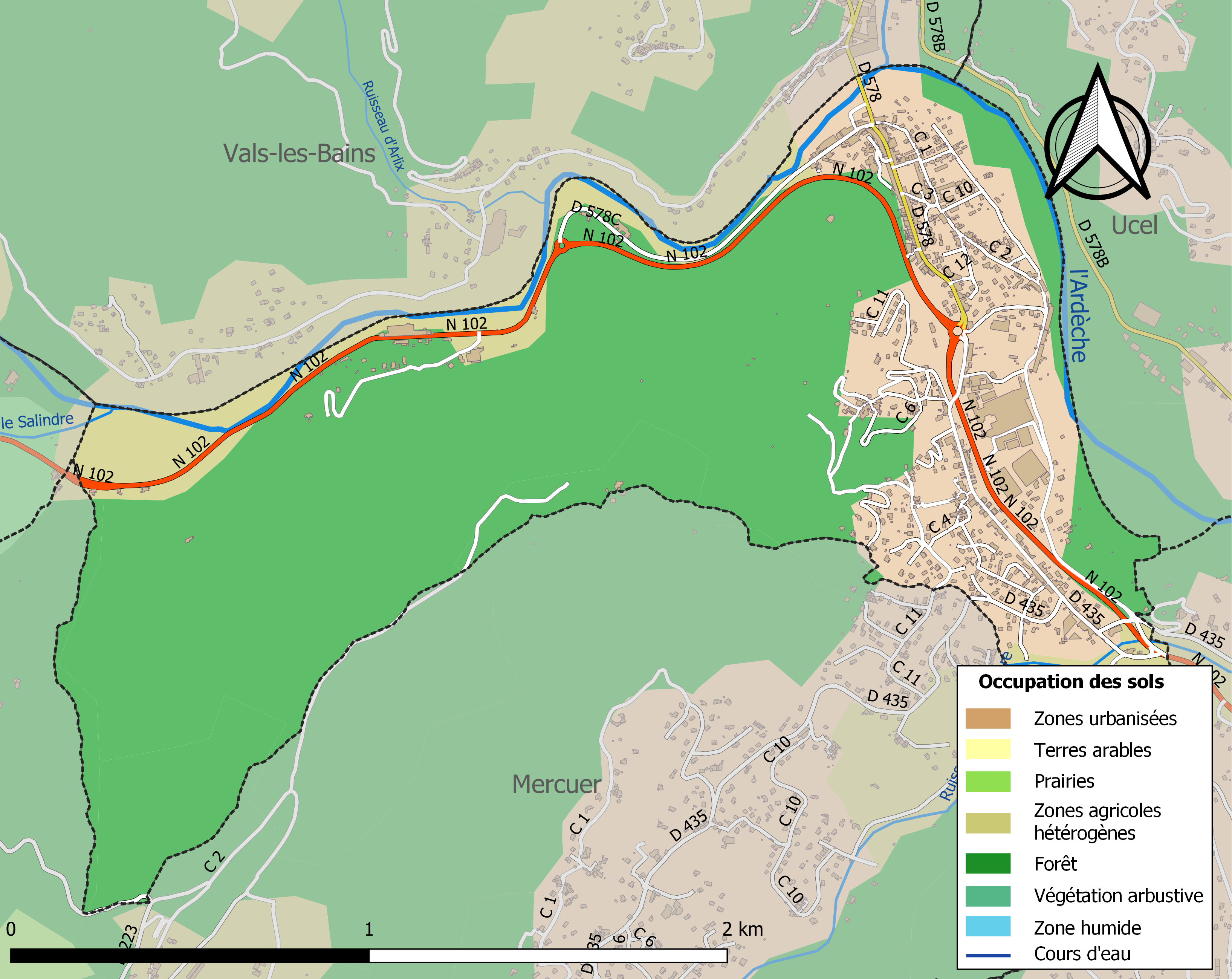
Carte des infrastructures et de l'occupation des sols de la commune en 2018 (CLC).

### Risques naturels

#### Risques sismiques
L'ensemble du territoire de la commune de Labégude est situé en zone de sismicité no 2 (sur une échelle de 5), comme la plupart des communes situées sur le plateau et la montagne ardéchoise.
| Type de zone | Niveau           | Définitions (bâtiment à risque normal) |
| ------------ | ---------------- | -------------------------------------- |
| Zone 2       | Sismicité faible | accélération = 1,1 m/s2                |

## Histoire
Pour un article plus général, voir Histoire de l'Ardèche.
Créée en 1835, Labégude est devenue un petit centre industriel. Une verrerie est fondée en 1885 pour la fabrication des bouteilles des eaux de Vals.
La route nationale 102 (entre Montélimar et Le Puy-en-Velay) au carrefour avec la route menant à Vals-les-Bains, a permis le développement de Labégude au siècle dernier.
Depuis quelques années, cette route, au carrefour avec celle de Vals-les-Bains, très passante était devenue une nuisance pour les riverains. La construction d'une déviation a permis au village de retrouver calme et air pur.
Jusqu'en 1982, le village de Labégude était desservi par la Ligne de Vogüé à Lalevade-d'Ardèche, PLM puis SNCF. L'ancienne gare (Labégude-Vals) a été démolie pour laisser la place à la nouvelle déviation qui emprunte d'ailleurs l'ancien tracé de la ligne.

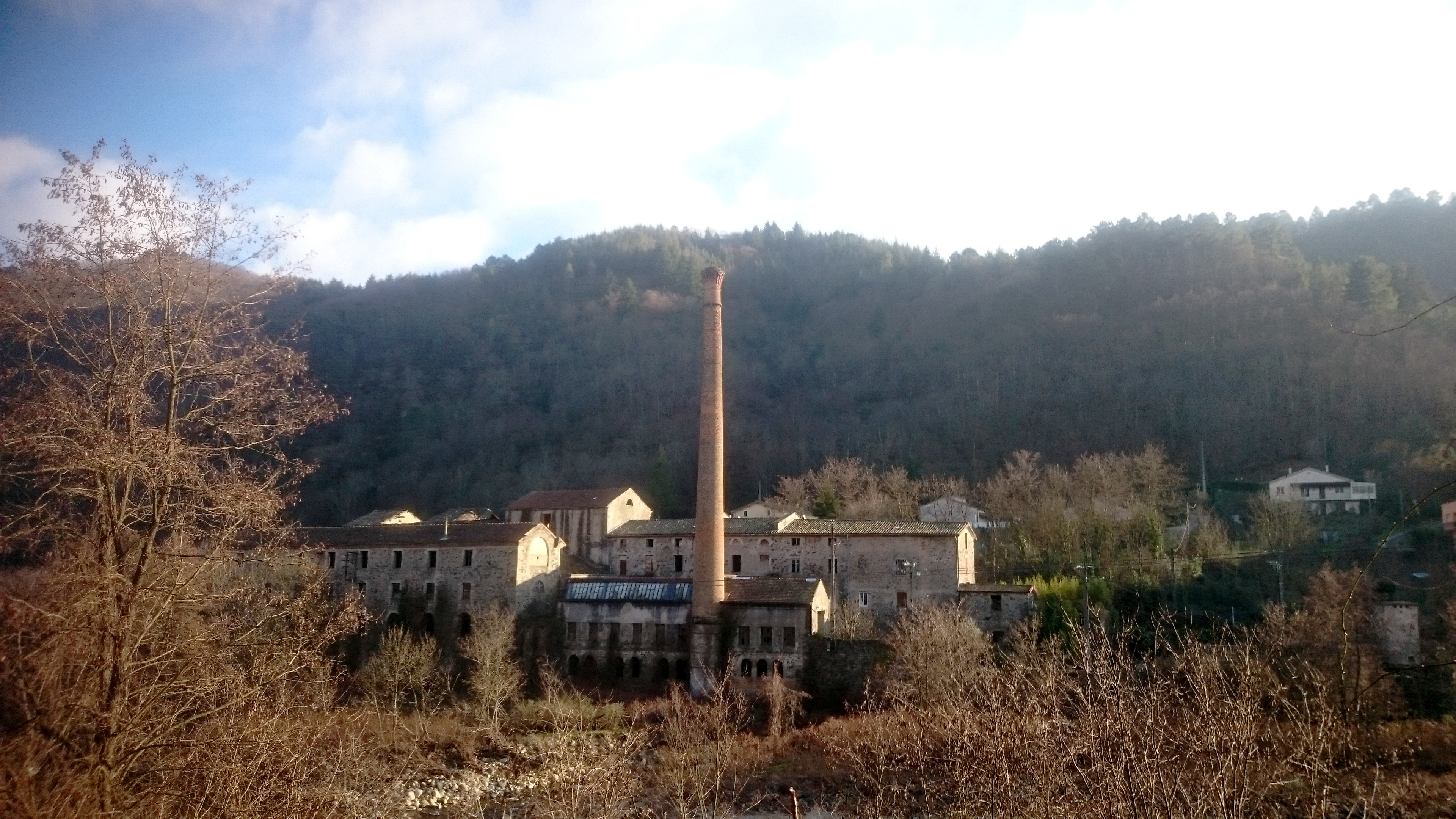
Ancienne usine du Malpas.
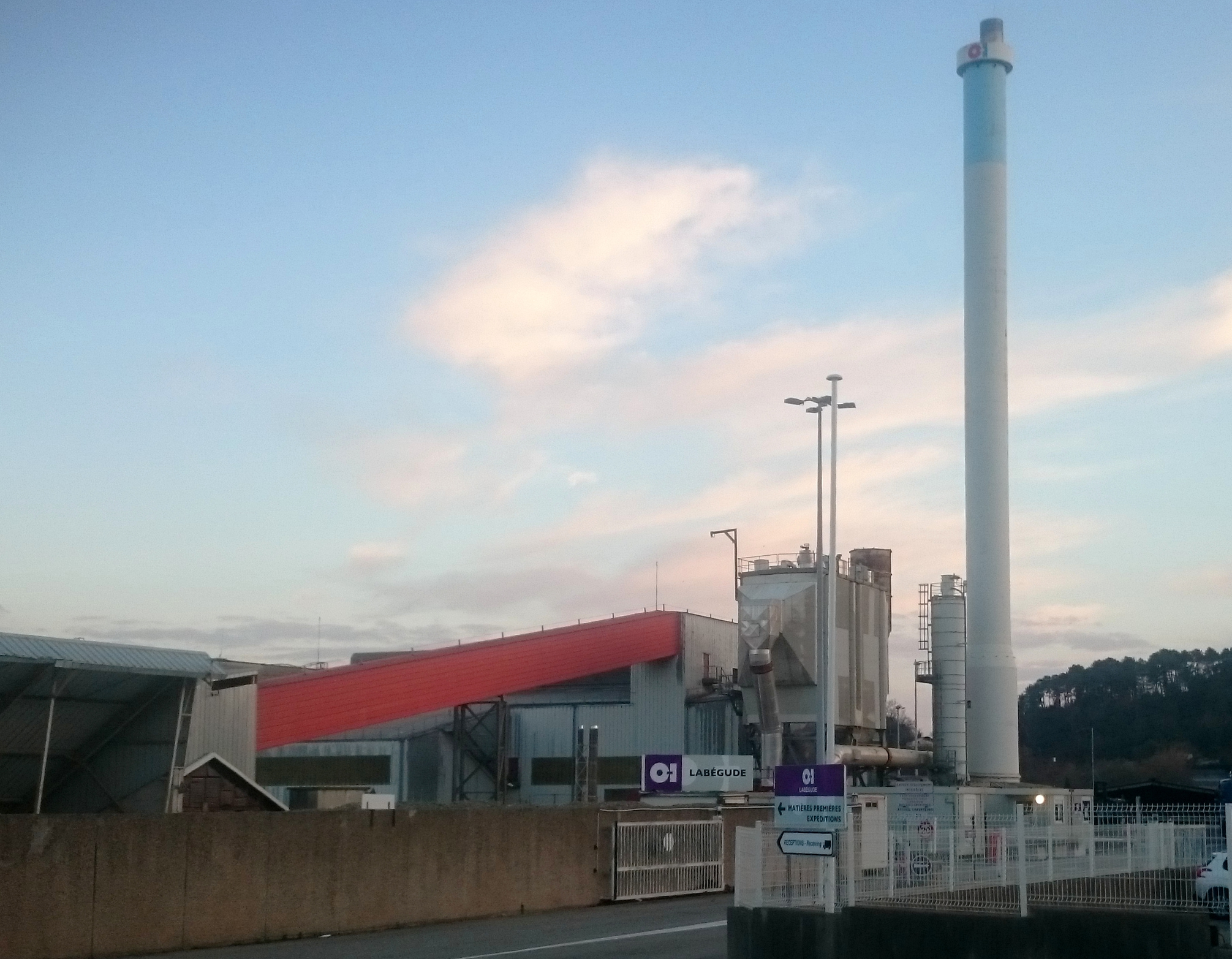
Verrerie de Labégude en janvier 2023.

## Politique et administration

### Liste des maires
| Période                                  | Période                   | Identité                  | Étiquette     | Qualité                               |
| ---------------------------------------- | ------------------------- | ------------------------- | ------------- | ------------------------------------- |
| Les données manquantes sont à compléter. |                           |                           |               |                                       |
| 1919                                     | 1929                      | Marius Argout (1882-1962) | SFIO puis PCF | Propriétaire-agriculteur, coopérateur |
| 1929                                     | ?                         | Louis Martin              | SFIO          |                                       |
|                                          |                           |                           |               |                                       |
| 1944                                     | 1945                      | Marius Argout             | PCF           | Président du Comité de Libération     |
| mars 1983                                | 1986                      | Roland Bertrand           | DVD           |                                       |
| 1986                                     | 1990                      | Maurice Chaze             |               |                                       |
| 1990                                     | mars 2008                 | Louis Richard             | DVG           | Conducteur Principal DDE              |
| mars 2008                                | En cours (au 6 août 2020) | Jean-Yves Ponthier,       | DVD           | Retraité                              |

## Population et société

### Démographie
L'évolution du nombre d'habitants est connue à travers les recensements de la population effectués dans la commune depuis 1836. Pour les communes de moins de 10 000 habitants, une enquête de recensement portant sur toute la population est réalisée tous les cinq ans, les populations de référence des années intermédiaires étant quant à elles estimées par interpolation ou extrapolation. Pour la commune, le premier recensement exhaustif entrant dans le cadre du nouveau dispositif a été réalisé en 2004.

En 2022, la commune comptait 1 376 habitants, en évolution de −2,41 % par rapport à 2016 (Ardèche : +2,48 %, France hors Mayotte : +2,11 %).
| 1836 | 1841 | 1846  | 1851  | 1856  | 1861  | 1866  | 1872  | 1876  |
| ---- | ---- | ----- | ----- | ----- | ----- | ----- | ----- | ----- |
| 868  | 959  | 1 082 | 1 084 | 1 087 | 1 130 | 1 005 | 1 206 | 1 430 |

| 1881  | 1886  | 1891  | 1896  | 1901  | 1906  | 1911  | 1921  | 1926  |
| ----- | ----- | ----- | ----- | ----- | ----- | ----- | ----- | ----- |
| 1 654 | 1 328 | 1 397 | 1 585 | 1 591 | 1 464 | 1 650 | 1 527 | 1 641 |

| 1931  | 1936  | 1946  | 1954  | 1962  | 1968  | 1975  | 1982  | 1990  |
| ----- | ----- | ----- | ----- | ----- | ----- | ----- | ----- | ----- |
| 1 650 | 1 552 | 1 430 | 1 578 | 1 640 | 1 784 | 1 786 | 1 695 | 1 401 |

| 1999  | 2004  | 2006  | 2009  | 2014  | 2019  | 2022  | - | - |
| ----- | ----- | ----- | ----- | ----- | ----- | ----- | - | - |
| 1 342 | 1 385 | 1 363 | 1 367 | 1 402 | 1 358 | 1 376 | - | - |

### Enseignement
La commune est rattachée à l'académie de Grenoble.

### Médias
- L'Hebdo de l'Ardèche, journal hebdomadaire français basé à Valence et couvrant l'actualité de tout le département de l'Ardèche ;
- Le Dauphiné libéré, journal quotidien de la presse écrite française régionale distribué dans la plupart des départements de l'ancienne région Rhône-Alpes, notamment l'Ardèche. La commune est située dans la zone d'édition de Privas-centre-Ardèche.

### Cultes
La communauté catholique et l'église paroissiale (propriété de la commune) de Labégude sont rattachées à la paroisse Saint Roch en Pays de Vals qui, elle-même, dépend du diocèse de Viviers.

## Culture locale et patrimoine

### Lieux et monuments
- Église Saint-Régis de Labégude

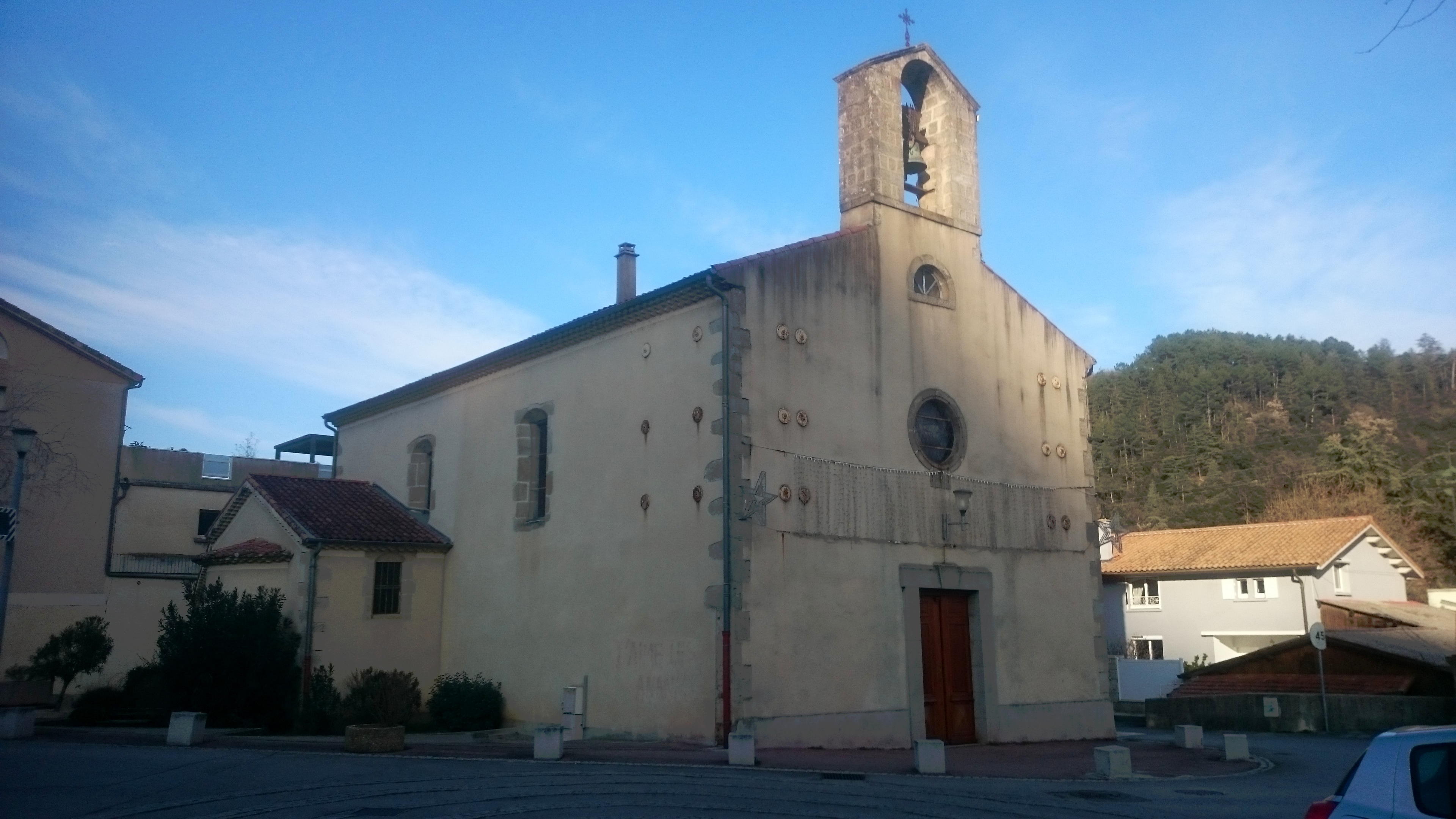
L'église de Labégude.
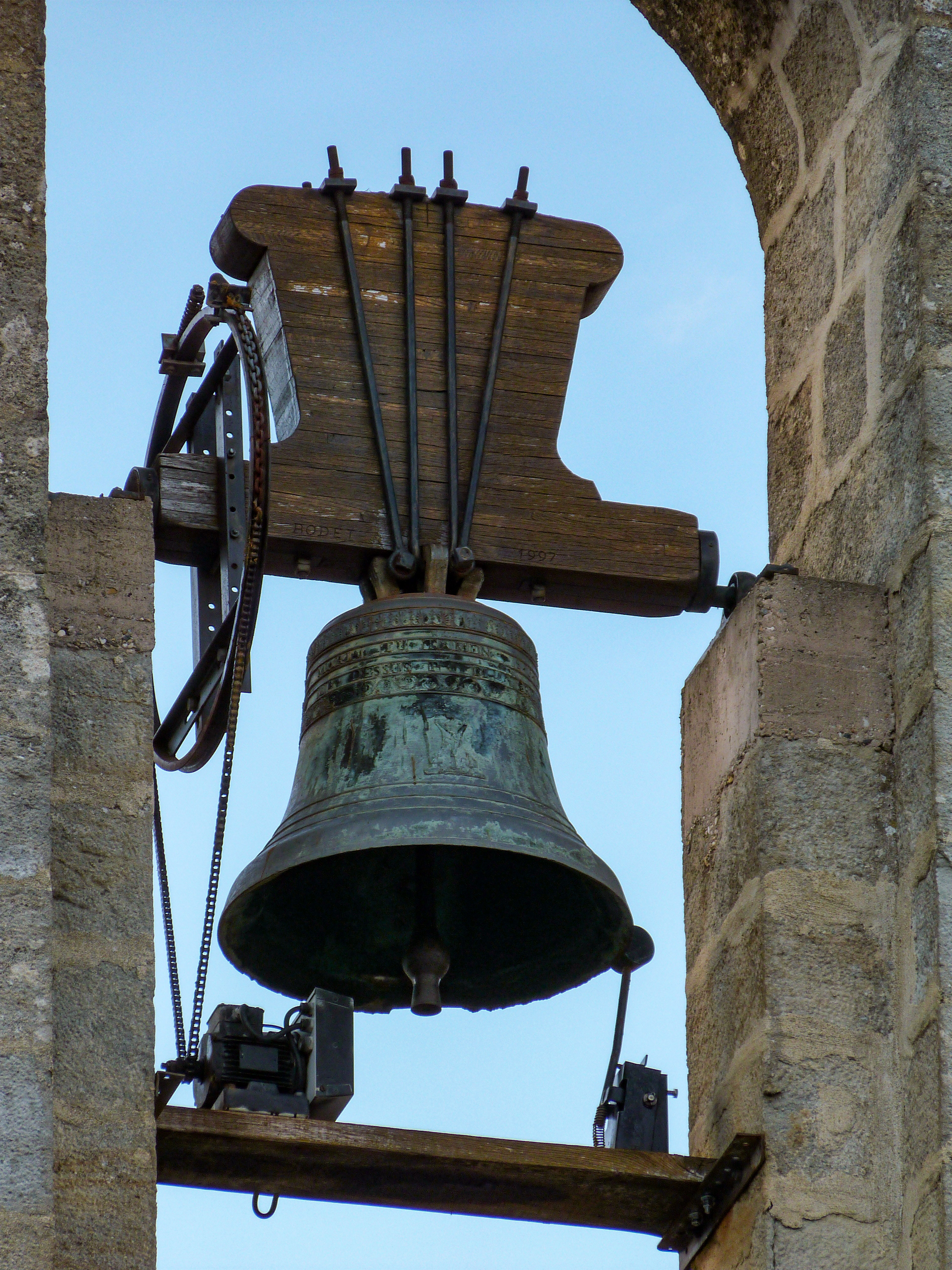
Détails du mécanisme de la cloche.
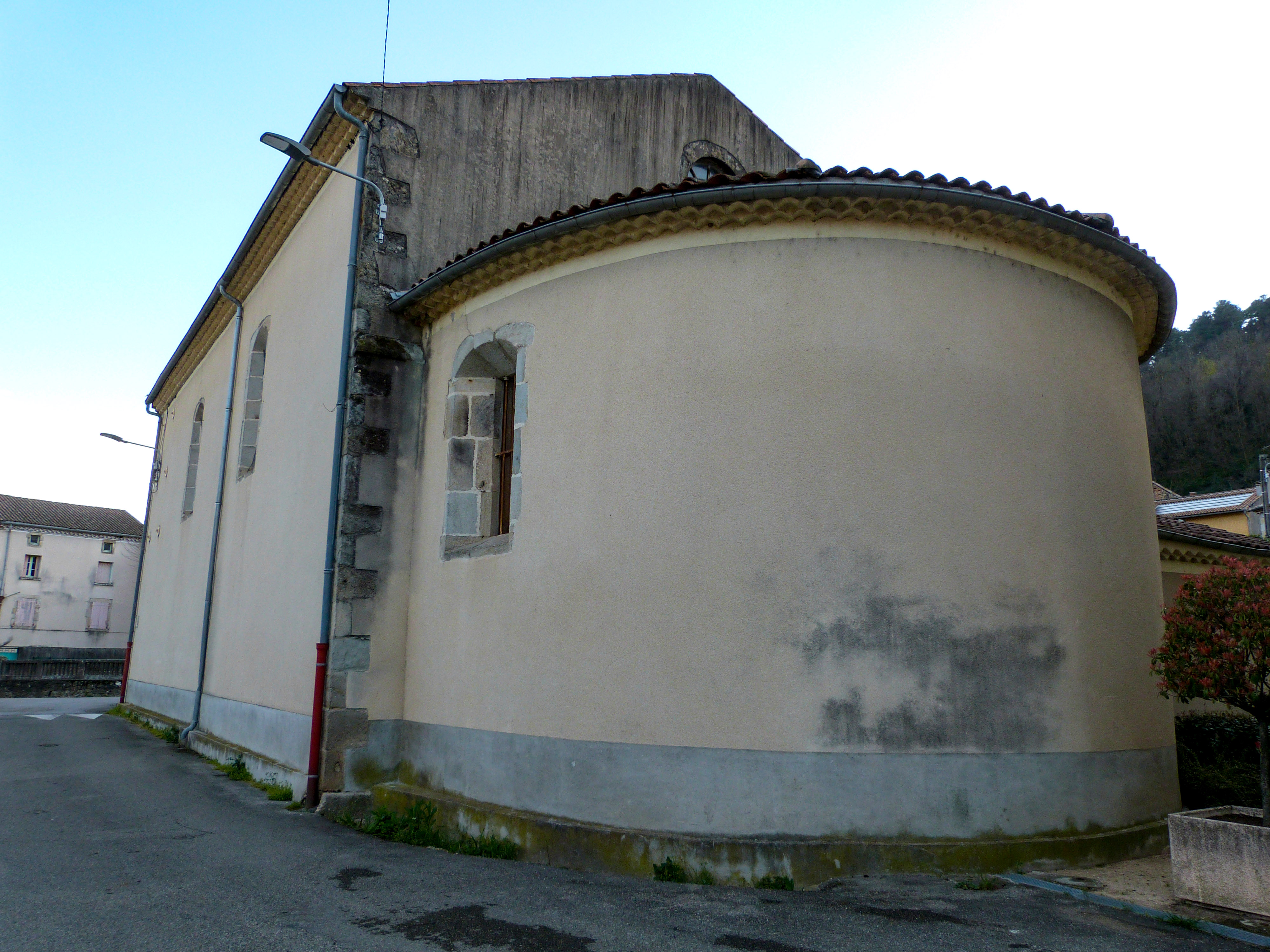
Face arrière de l'église.

### Zones naturelles protégées

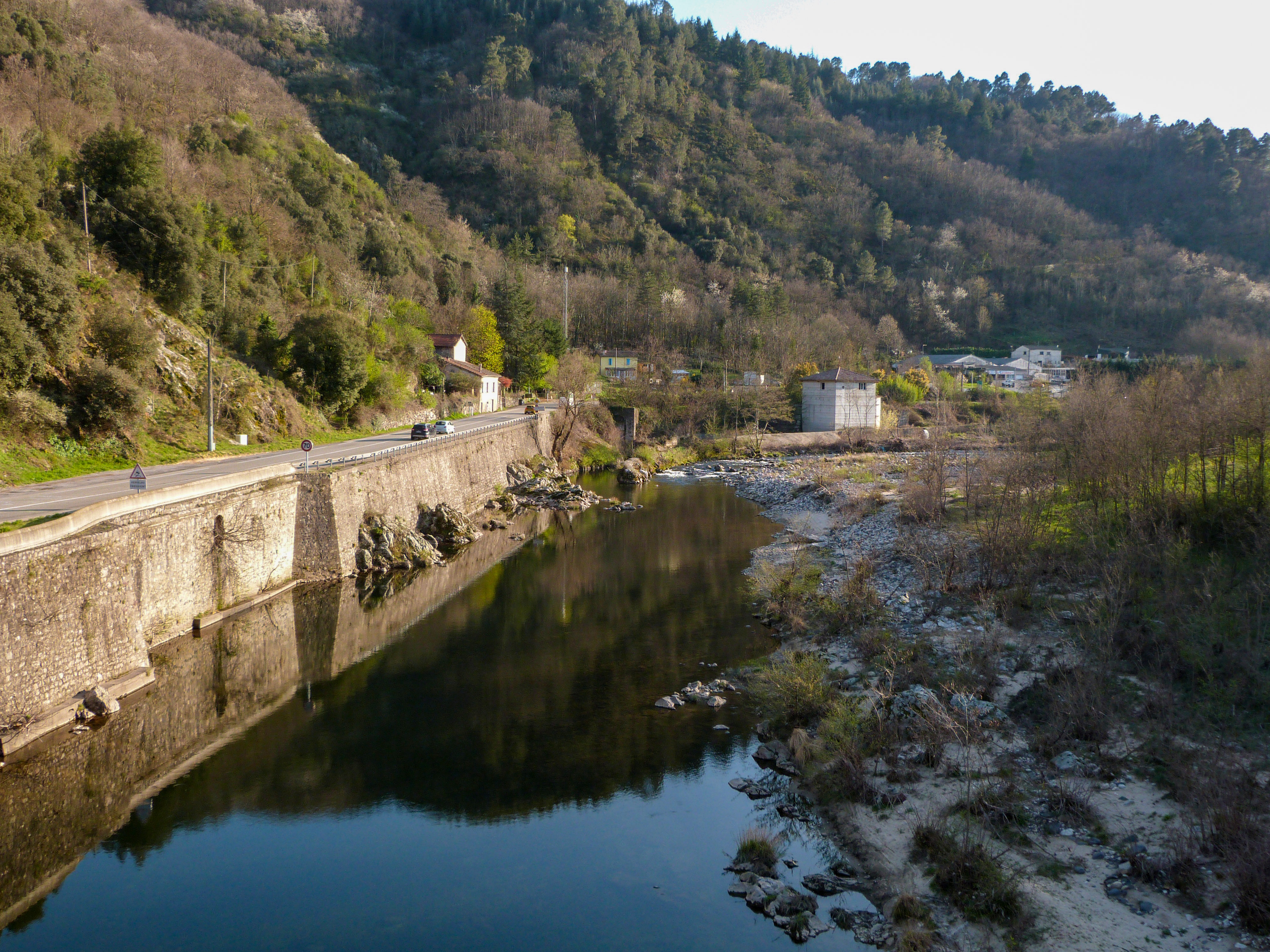
L'Ardèche, peu avant Le Malpas à Labégude.

Les rives de l'Ardèche sont classées dans le cadre de la ZNIEFF de type I : Haute-vallée de l'Ardèche.

### Personnalités liées à la commune
- André Griffon (1923-1999), journaliste et écrivain français, y est né.
- Franck Sauzée (1965-), footballeur, a joué au sein du club local dans sa jeunesse.

### Héraldique
|  | Labégude possède des armoiries dont l'origine et le blasonnement exact ne sont pas disponibles. |